# Фолл, Джо
Джо́зеф Уи́льям Фолл (англ. Joseph William Fall; 16 января 1872 — дата смерти неизвестна), более известный как Джо Фолл — английский футболист, вратарь.

## Биография
Родился в Манчестере. Выступал за клуб «Мидлсбро Айронополис». В августе 1893 года перешёл в «Ньютон Хит». Дебютировал в составе «язычников» 2 сентября 1893 года в матче Первого дивизиона против «Бернли» на «Норт Роуд». Провёл в клубе один сезон, сыграв в 27 матчах (из них только в четырёх играх сыграл «на ноль») и пропустив 59 мячей (из них 52 — в лиге). По итогам сезона «Ньютон Хит» выбыл во Второй дивизион.
В мае 1895 года Фолл перешёл в «Смолл Хит». Сыграл за клуб 2 матча. В августе 1896 года стал игроком «Олтрингема».